# James Stack
James Langford Stack (ur. 29 listopada 1860 w Fond du Lac, zm. 22 października 1928 w Los Angeles) – amerykański golfista, olimpijczyk z Saint Louis.
Stack startował jedynie na Igrzyskach Olimpijskich w Saint Louis w 1904 roku. Podczas tych igrzysk reprezentował swój kraj w zawodach indywidualnych mężczyzn. W pierwszej części eliminacji uzyskał 112 punktów, a w drugiej zdobył 101 punktów, a łącznie zgromadził ich 213; wynik ten dał mu 66. miejsce eliminacji (do Ralpha McKittricka (zwycięzcy eliminacji) stracił 50 punktów), lecz do następnej fazy eliminacji awansowało jedynie 32 golfistów, a tym samym Stack odpadł z rywalizacji, kończąc udział w igrzyskach na eliminacjach.